# Mordella quadripunctata
Mordella quadripunctata — неарктический вид жуков-шипоносок.

## Распространение
Встречается на большей средней и северной частях Соединённых Штатов и в Канаде.